# Saalemaß
Das Saalemaß war ein standardisiertes Binnenschiffmaß. Das Saalemaß entspricht der Kategorie I der Binnenwasserstraßen. Das Saalemaß wurde zwischen 1790 und 1823 speziell für die Saale festgelegt, als deren Schleusen erneuert wurden. Die Schiffe nannten sich Saalemaßkähne.

## Geschichte
Von der Saalemündung bis zur Schleuse Alsleben fuhren Kähne mit dem sogenannten großen Saalemaß. Bis Halle einschließlich der Schleuse Gimritz konnten Kähne mit dem Halleschen Maß die Wasserstraße passieren. Weiter in Richtung Unstrut war der Fluss nur noch mit Kähnen des Unstrut Maßes passierbar. Die Kahngröße bezog sich auf die jeweilige Strecke, auf der das Schiff unter Berücksichtigung der Passierbarkeit der Schleusen entsprechend den Schleusenmaßen einsetzbar war. Die Maßangaben können in der Literatur schwanken, da es beim Bau der Schiffe zu geringen Abweichungen kam.
|               | großes Saalemaß | Saalemaß | Hallesches Maß | Unstrut Maß |
| ------------- | --------------- | -------- | -------------- | ----------- |
| Länge         | bis 52,0 m      | 51,50 m  | 51,30 m        | bis 46,50   |
| Breite        | 6,35 m          | 6,00 m   | 6,00 m         | 5,50 m      |
| Tragfähigkeit | max. 400 t      | 300 t    | max. 300 t     | 150–180 t   |